# Ždinja vas
Ždinja vas je naselje u slovenskoj Općini Novom Mestu. Ždinja vas se nalazi u pokrajini Dolenjskoj i statističkoj regiji Jugoistočnoj Sloveniji. 

## Stanovništvo
Prema popisu stanovništva iz 2002. godine naselje je imalo 193 stanovnika.